# Baños del Azufre
Los baños del Azufre son manantiales termales ubicados en la Región de Ñuble que brotan al pié del cerro del Azufre, en los orígenes del río Diguillín.

## Ubicación
Bajo ese nombre, "Azufre", no se encuentra un accidente geográfico en los mapas disponibles.

## Historia
Luis Risopatrón los menciona en su Diccionario Jeográfico de Chile de 1924:
Azufre (Cerro del) 36° 55'? 71° 25'?. Es teñido de amarillo, está rodeado de rocas volcánicas, elevado sobre las nieves perpetuas, despide continuaménte vapor de agua i de ácido sulfuroso entre grandes masas de yeso, azufre i arcilla i se, levanta en los oríjenes del rio Diguillin, en la parte S de los nevados de Chillan; se encuentran varias fumarolas al pié i al SE brotan aguas de 52° C i mas de temperatura, 61, 1850, p. 68, 69 i 70; i XX p. 292.